# Plazmoid

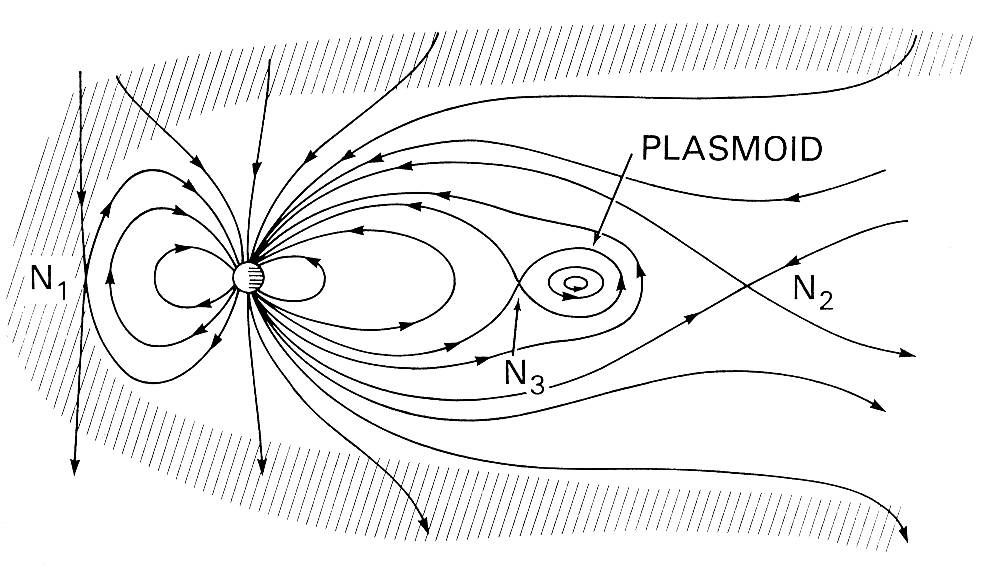
Naturalny plazmoid, utworzony przez oddziaływanie pola magnetycznego Ziemi i wiatru słonecznego

Plazmoid – oddzielny twór plazmowy (skupisko plazmy), wytwarzany najczęściej za pomocą iniektorów plazmowych. Plazmoidy występują również w przestrzeni kosmicznej, są prawdopodobnie odpowiedzialne m.in. za spadek masy atmosfery Urana.